# Parvomay
Parvomay (en búlgaro: Първомай) es una ciudad de Bulgaria en la provincia de Plovdiv.

## Geografía
Se encuentra a una altitud de 137 m s. n. m. a 189 km de la capital nacional, Sofía.

## Demografía
Según estimación 2012 contaba con una población de 14 480 habitantes.
|         | 2004   | 2005   | 2006   | 2007   | 2008   | 2009   | 2010   | 2011  |
| Mujeres | 7 781  | 7 744  | 7 719  | 7 561  | 7 452  | 7 369  | 7 251  | 6 871 |
| Varones | 7 166  | 7 056  | 6 995  | 6 814  | 6 717  | 6 615  | 6 482  | 6 348 |
| Total   | 14 947 | 14 800 | 14 714 | 14 375 | 14 169 | 13 984 | 13 733 | 13219 |